# الظاهرة السماوية فوق مدينة بازل عام 1566

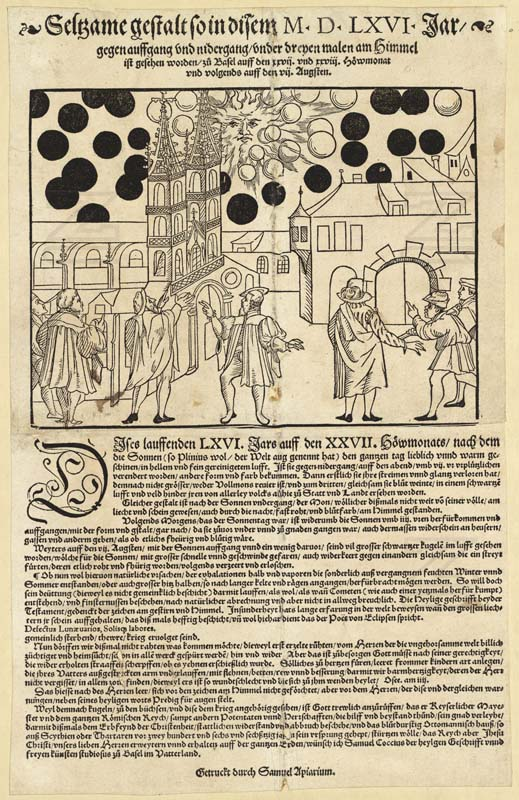
1566، صموئيل أبياريوس وصموئيل كوكسيوس.

كانت الظاهرة السماوية لعام 1566 فوق بازل سلسلة من المشاهدات الجماعية للظواهر السماوية فوق مدينة بازل، السويسرية. ويصف كتيب بازل لعام 1566 شروق الشمس وغروبها غير المعتاد. قيل إن الظواهر السماوية «قاتلت» معًا على شكل كرات حمراء وسوداء عديدة في السماء قبل شروق الشمس. وتمت مناقشة التقرير بين المؤرخين وعلماء الأرصاد الجوية. وقد فسرت هذه الظاهرة من قبل بعض أخصائيي العيون بأنها معركة السماء بين الأجسام الطائرة مجهولة الهوية. هذا بحسب المنشور الذي كتبه المؤرخ صموئيل كوكسيوس حيث ذكر أنه حدث ديني. ويُذكر في كتيب بازل 1566 أن هذا الظهور ليس الوحيد من نوعه. في القرنين الخامس عشر والسادس عشر، فلقد كتبت العديد من المنشورات عن «المعجزات» و«الرؤى السماوية».

## التاريخ
بحسب رواية المؤارخ صموئيل كوكسيوس يقال إن الحدث قد وقع في مدينة بازل بدولة سويسرا عام 1566، في الفترة بين 27-28 يوليو و7 أغسطس، ذكر العديد من الشهود المحليين في بازل أنهم شاهدوا ثلاث ظواهر سماوية. تم وصف الأولى بأنها شروق شمس غير عادي، والثانية كسوف كلي للقمر مع شروق الشمس الحمراء، والثالث مثل سحابة من الكرات السوداء أمام الشمس.[بحاجة لمصدر]

## وصف الظاهرة
يمكن ترجمة نص ورقة العمل على أنه يعطي الوصف التالي للحدث:
حدث ذلك في 1566 ثلاث [مرات مختلفة]، يومي 27 و28 يوليو، وفي 7 أغسطس، [أثناء] شروق الشمس وغروبها؛ رأينا أشكالًا غريبة في السماء فوق [مدينة] بازل. خلال العام 1566، في 27 يوليو، بعد أن [كانت] أشعة الشمس الدافئة على سماء صافية ومشرقة، ثم حوالي الساعة 9 صباحاً، اتخذت فجأة شكلًا ولونًا مختلفين. أولاً، فقدت الشمس كل إشراقها وبريقها، ولم تكن أكبر من القمر الكامل، وأخيراً بدت تبكي بالدماء وظل الهواء وراءها مظلماً. وقد رآه جميع أهل المدينة والريف. بنفس الطريقة أيضًا القمر، الذي كان ممتلئًا تقريبًا وأنار خلال الليل، مفترضًا لونًا شبه دموي في السماء. في اليوم التالي، الأحد، ارتفعت الشمس في حوالي الساعة السادسة واليوم بنفس المظهر الذي كانت عليه عندما كانت مستلقية من قبل. أضاءت المنازل والشوارع وحولها كما لو كان كل شيئاً ملطخًا بالدماء والنار. في فجر الـ7 من أغسطس، رأينا كرات سوداء كبيرة تأتي وتذهب بسرعة كبيرة وهطول الأمطار قبل ظهور أشعة الشمس وتجاذب أطراف الحديث كما لو أنهم قاتلوا. كثير منهم كانوا حمراء اللون، وسرعان ما انهارت ثم انطفأت.[بحاجة لمصدر]